# بطاقة الهوية الفلسطينية
بطاقة الهوية الفلسطينية هي وثيقة التعريف الإجبارية في الأراضي الفلسطينية، عرفها قانون الأحوال المدنية رقم (2) لسنة 1999 بأنها «وثيقة قانونية للتعريف بصاحبها تصدرها مديرية الأحوال المدنية» في وزارة الداخلية الفلسطينية. يجب أن يحصل كل فلسطيني بلغ السادسة عشرة من عمره عليها وفقًا لأحكام القانون.

## التاريخ

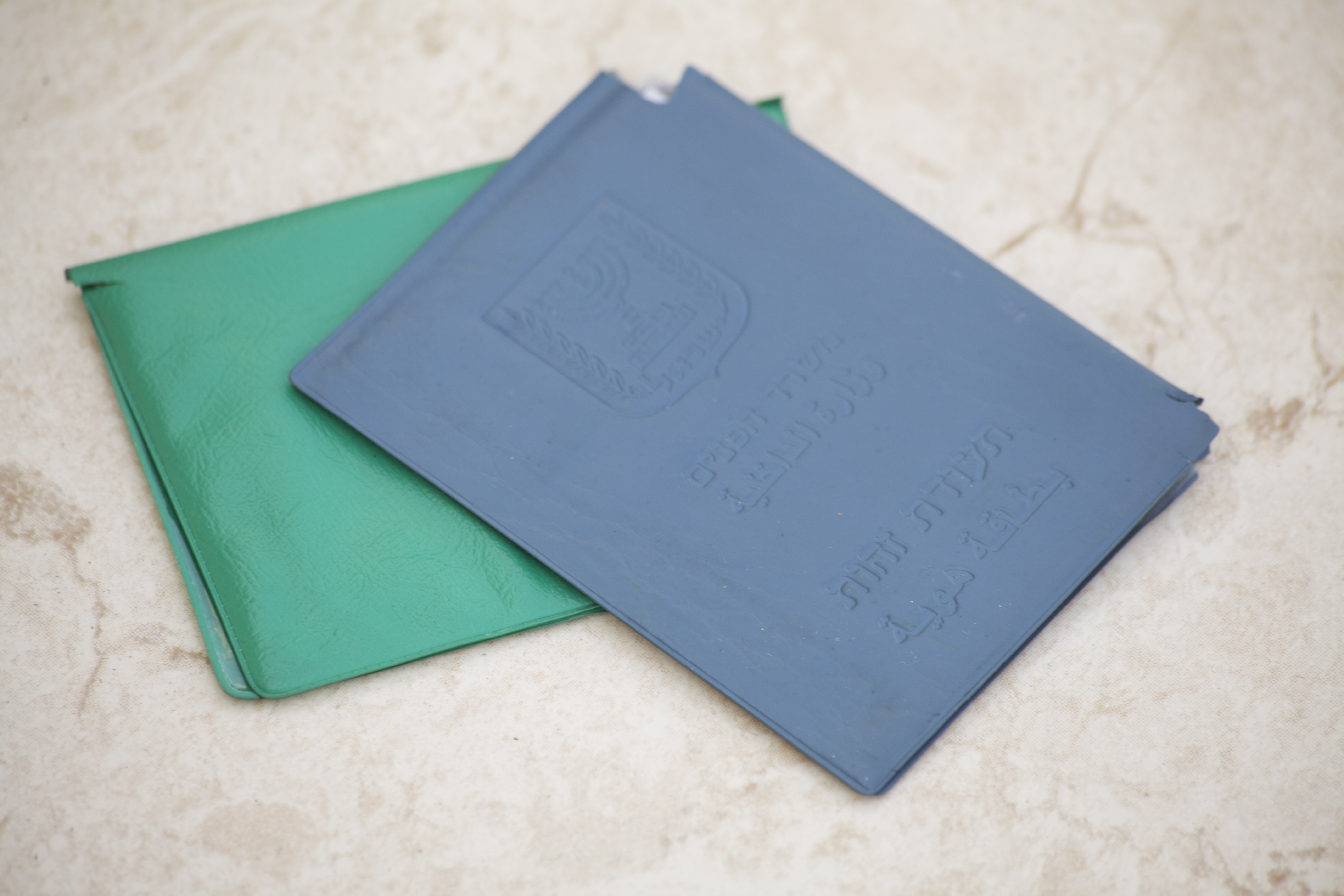
بطاقة الهوية الفلسطينية (الخضراء) وبطاقة الهوية الإسرائيلية (الزرقاء)

حتى اتفاقيات أوسلو، كانت الإدارة المدنية الإسرائيلية ومن قبلها الحكم العسكري الإسرائيلي منذ حرب 1967، تقوم بإصدار بطاقات الهوية للفلسطينيين منقوش على حافظتها البلاستيكية شعار جيش الاحتلال الإسرائيلي، وكان لون الحافظة لسكان الضفة الغربية برتقاليًا (اللون الأزرق لسكان العاصمة الفلسطينية القدس)، بينما سكان قطاع غزة كان لون حافظتهم أحمر.
منذ إنشاء السلطة الوطنية الفلسطينية، تتولى مهام إصدار بطاقات الهوية للسكان الفلسطينيين في الضفة الغربية وقطاع غزة بعد أخذ موافقة الجانب الإسرائيلي. وفقًا للاتفاقيات، نقلت إسرائيل صلاحيات سجل السكان والعنوان إلى الجانب الفلسطيني. عادت إسرائيل في عام 1996، واشترطت موافقتها المسبقة في حالات نقل عنوان السكان من قطاع غزة إلى الضفة الغربية. في عام 2000 أعلنت عدم اعترافها بأي تغيير لا توافق عليه. كما أنها تحدد أرقام الهويات التي تصدرها السلطة الفلسطينية. تعتبر إسرائيل حاملي هوية قطاع غزة المتواجدين في الضفة الغربية، أشخاص يقيمون بشكل غير قانوني.
في بداية عقد 2000، وحدت السلطة الوطنية الفلسطينية لون الحافظة البلاستيكية في الضفة الغربية وقطاع غزة إلى اللون الأخضر.

## محتويات بطاقة الهوية

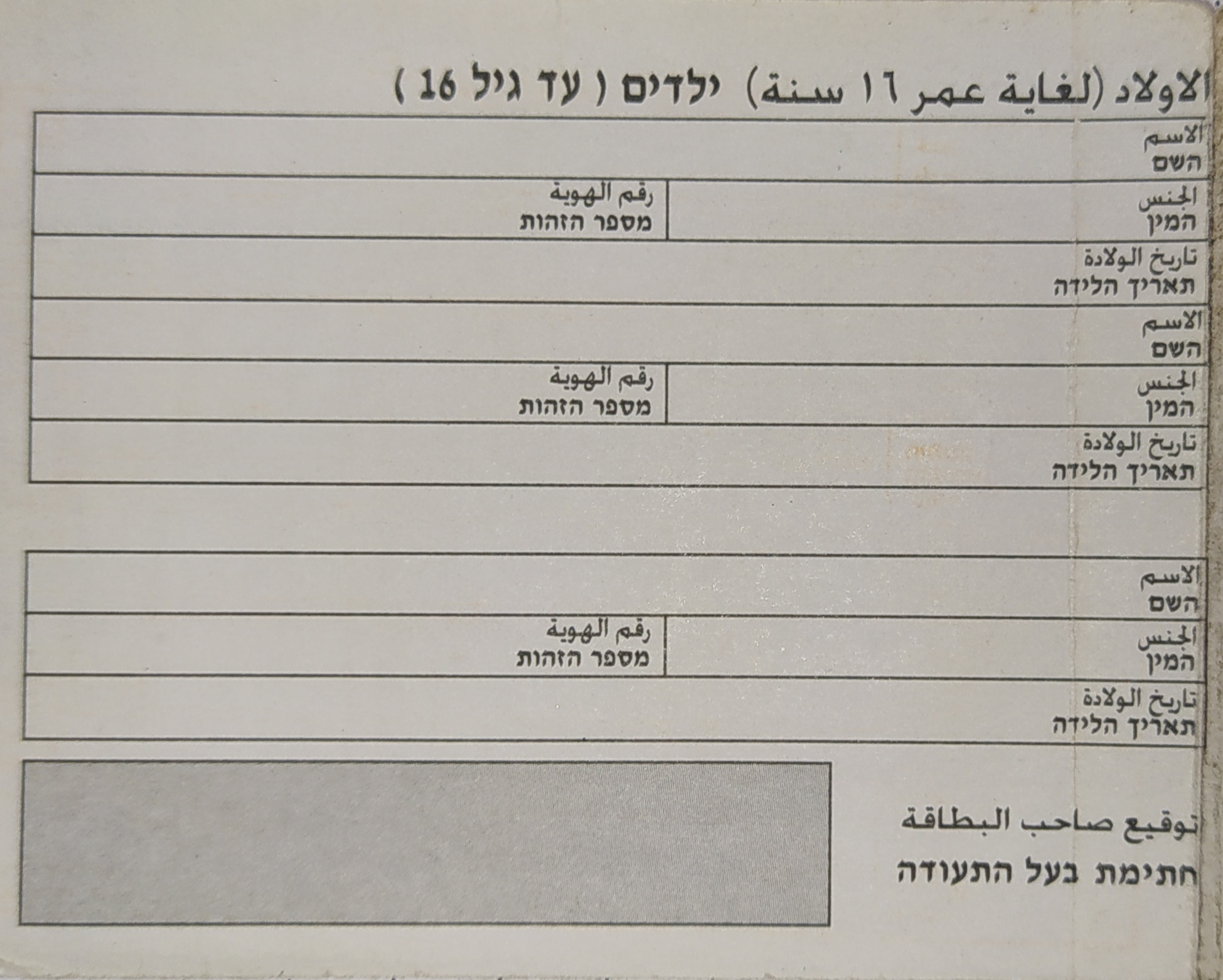
قسم الأولاد لغاية 16 عامًا

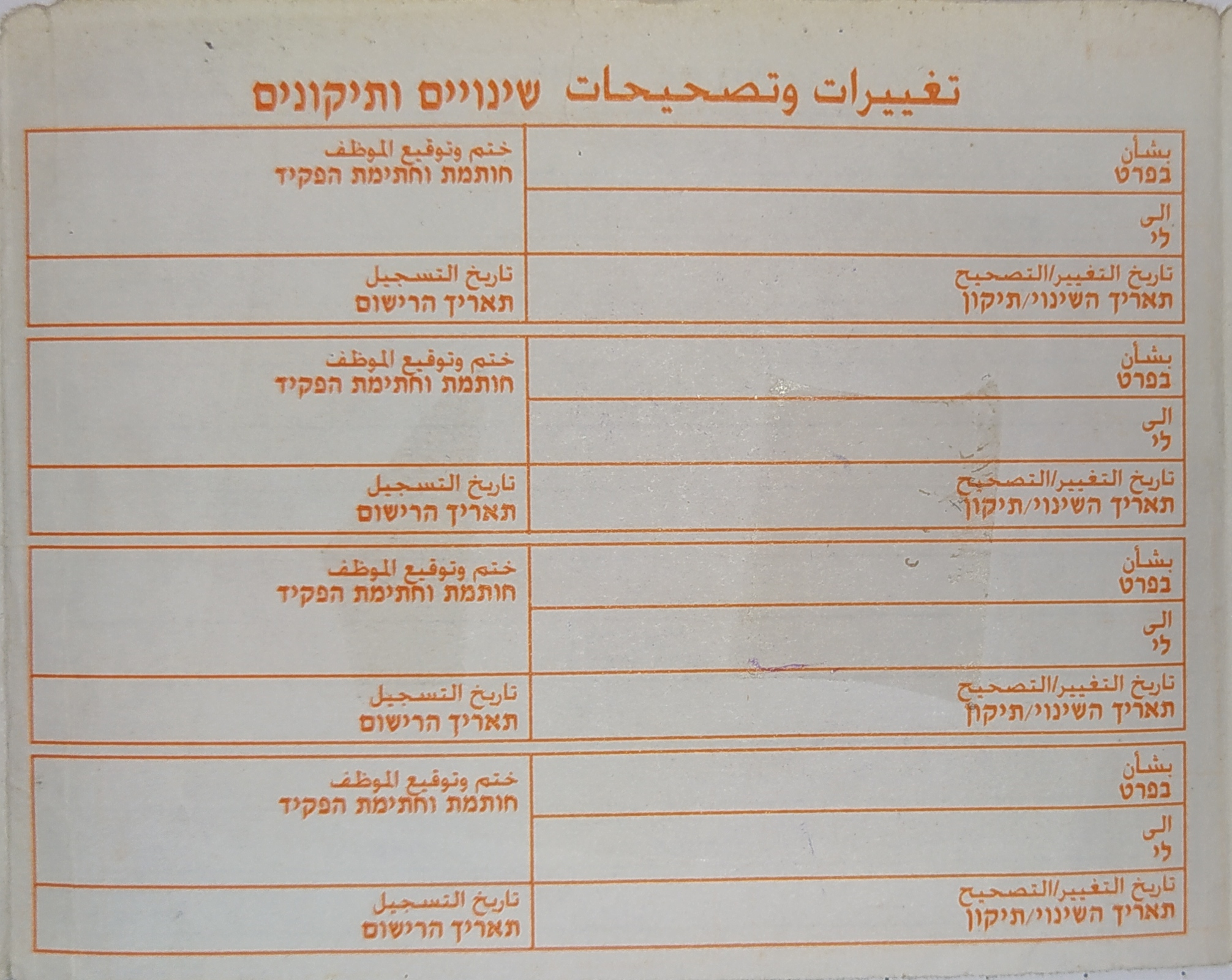
قسم التغييرات والتصحيحات

تكون بطاقة الهوية «مجلّدة» وتحفظ بالإضافة إلى ملحق الهوية في جيبين داخليين غطائهما بلاستيكي. تحتوي البطاقة البيانات الآتية التي تُكتب باللغتين العربية والعبرية:
- رقم الهوية
- الاسم الشخصي
- اسم الأب
- اسم الجد
- اسم العائلة
- اسم الأم
- تاريخ الولادة
- مكان الولادة
- الجنس
- الديانة (أُزيلت في عام 2014).[4]
- مكان إصدارها
- تاريخ إصدارها
- ختم مديرية الأحوال المدنية

هناك أيضا ملحق بطاقة الهوية، وهي ورقة مطوية محفوظة في الجيب الآخر من الغطاء البلاستيكي، تحتوي البيانات الآتية:
- اسم العائلة
- الاسم الشخصي
- العنوان
- الحالة الشخصية
- اسم الزوج/الزوجة
- رقم هوية الزوج/الزوجة
- اسم العائلة السابق
- الاسم الشخصي السابق
- أسماء الأولاد لغاية سن 16 سنة وأرقام بطاقات الهوية وتاريخ الولادة
- ثلاث أقسام حول الانتخابات، وتغيير العنوان، وللتغييرات والتصحيحات

## التشريعات
تناول قانون الأحوال المدنية الصادر عام 1999 في الفصل السابع بطاقات الهوية عدة مواد أبرزها:
- على كل فلسطيني بلغ سن السادسة عشرة من عمره الحصول على بطاقة هوية.
- مديرية الأحوال المدنية التابعة لوزارة الداخلية الفلسطينية هي المخولة رسميًا دون غيرها بإصدار بطاقات الهوية.
- كل شخص حصل على الجنسية الفلسطينية عليه التقدم بطلب للحصول على بطاقة الهوية الفلسطينية خلال 90 يومًا، وكل شخص فقد الجنسية الفلسطينية تسليم بطاقة الهوية خلال 90 يومًا.
- لا يجوز لأي شخص أن يحصل على أكثر من بطاقة هوية واحدة، كما يُعاقب كل من لم يحصل على بطاقة الهوية بعد أن تعدى سن 16 عاما بغرامة لا تقل عن خمسة عشر دينارًا أردنيًا أو ما يعادلها بالعملة المتداولة محليًا.

وفق قانون رقم 3 لسنة 2008 والمعدل لقانون الأحوال المدنية الصادر عام 1999، أضيفت مادتين جديدتان للفصل السابع حول بطاقات الهوية، هما:
- عدم جواز تعديل اسم عائلة الزوجة إلى اسم عائلة الزوج.
- إضافة اسم الزوج الرباعي في ملحق بطاقة الهوية.

## وصلات خارجية
- متطلبات الحصول على بطاقة الهوية، مركز المعلومات الوطني الفلسطيني